# アナログホラー
アナログホラー（Analog horror）は、ファウンド・フッテージから派生したホラーのサブジャンル。2000年代後半から2010年代初期に公開された『No Through Road』『Local 58』『Gemini Home Entertainment』『Marble Hornets』などのウェブシリーズが起源とされている。

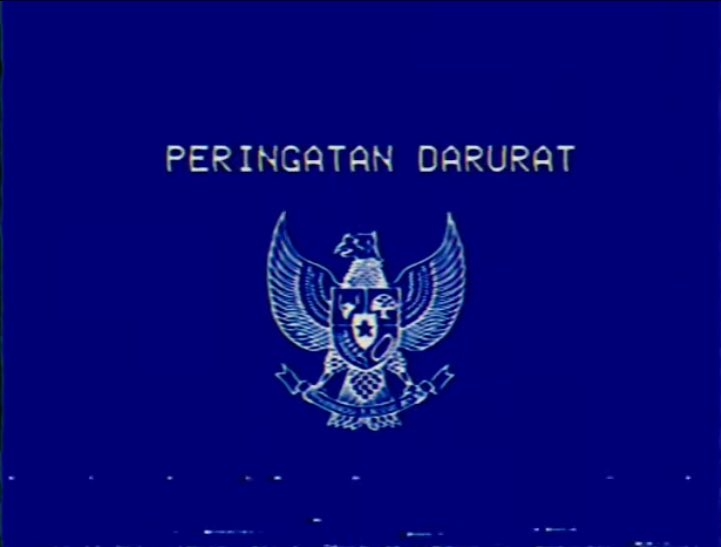
インドネシアのEAS（緊急警報システム）のコンセプト。元々はアナログホラー用に制作されたが、2024年のインドネシアでの抗議デモにおいて親民主主義のシンボルとして広く用いられた

## 特徴
アナログホラーは、一般的に、低忠実（Lo-Fi）度のグラフィック、謎めいたメッセージ、伝統的なジャンプスケアがほとんどまたは全くないこと、そして20世紀後半のテレビやアナログ録画を彷彿とさせるビジュアルスタイルが特徴である。これは設定に合わせるためであり、アナログホラー作品は通常、1960年代から1990年代の間を舞台にしているか、その時代の要素を取り入れている。アナログホラーでは、しばしば視覚的・音声的な歪みや、サブジャンルが扱う技術的な限界を強調し、再現するグリッチのような効果がよく使用される。「アナログホラー」という名称は、アナログテレビや映像と音声を記録するアナログ方式のVHSなどのアナログ電子機器に関連する要素をこのジャンルの美的要素として取り入れていることに由来している。
このジャンルは、『The Mandela Catalogue』のようなシリーズに見られるように、模倣しようとしている時代の操作された既存メディアを見せることでも知られている。多くの場合、アナログホラー作品はその形式の限界を有効活用しており、エフェクトやグラフィックは往々にして視聴者に自分が目撃しているものについて怪しまさせた後、恐怖を抱かせることを意図している。『The Backrooms』などの作品は、再現する機器の制限を利用してシリーズを視覚的によりリアルにできるBlenderやAdobe After Effectsの使用を隠している。
アナログホラーは『リング』（1998年）や『ブレア・ウィッチ・プロジェクト』（1999年）などのファウンド・フッテージ映画の影響も受けている可能性がある。デイヴィッド・リンチの『インランド・エンパイア』は、『No Through Road』と『Petscop』の両方に大きな影響を与えており、前者はアナログホラーの起源となった短編映画で後者はアナログホラーに根ざしたウェブシリーズである。

## 歴史
アナログホラーは、クリーピーパスタの一形態、あるいはその派生とみなすことができる。多くのクリーピーパスタもアナログホラーのテーマと表現を先取りしており、たとえば、『Ben Drowned』や『NES Godzilla Creepypasta』では、「取り憑かれた」メディアの操作された、または不自然な映像を取りあげており、2009年のクリーピーパスタ「キャンドル・コーヴ」では謎のテレビ放送に焦点が当てられた。
一部の評論家は、アナログホラーと、オーソン・ウェルズによるラジオ版『宇宙戦争』（1938年）やSoV（Shot-on-video）のテレビ映画『Special Bulletin』（1983年）、『Ghostwatch』（1992年）、『Without Warning』（1994年）などの「ニュースの生放送」スタイルで架空の物語を放送した20世紀のラジオやテレビ番組との類似点を指摘している。
このサブジャンルの起源は、通常、2000年代後半から2010年代半ばにかけてインターネット（主にYouTube）動画、具体的には2009年1月のスティーブン・チェンバレンの『No Through Road』であると一般的に言われており、そして2015年10月に公開されたクリス・ストラウブの『Local 58』シリーズで大きな人気を博し、同シリーズのスローガン（「476MHzのアナログホラー（ANALOG HORROR AT 476 MHz"）」）からこのジャンルの名前が付けられた。本シリーズはすぐに成功を収め、後の『Mandela Cataloque』や『The Walten Files』などの作品に影響を与えた。別のYouTubeチャンネル「Kraina Grzybów TV」はこのジャンルの多くの主要テーマを先取りしており、2013年12月に、不穏でシュールなイメージを含む1990年代のテレビ番組風の動画を公開し始めた。
一部のアナログホラーシリーズは、ドラマや映画化もされている。2020年、ネットフリックスは、アナログホラーのポッドキャスト『Archive 81』を同名のドラマシリーズ化すると発表した。番組は好評を博したにも関わらず、わずか1シーズンの放送で打ち切られた。
『Marble Hornets』は2015年に映画化されたが、否定的な評価を受けた。2023年、ケイン・パーソンズが手掛けた『The Backrooms』が長編映画化されることが決まり、監督はパーソンズ自身が務めるという。

## 例

### No Through Road
『No Through Road』は、2009年にイギリスのハートフォードシャー州に住むスティーブン・チェンバレン（当時17歳）が制作したYouTubeシリーズ。ブルームホール農場の入り口にある現実世界の「no through road（この先通行止め）」の私道を舞台に、4人のティーンエイジャーが夜に車で帰宅する途中、空間と時間のループに閉じ込められ、何マイルにも及ぶリミナルスペースの田園地帯にある同じ2つの道路標識（ベニントンとワットンの交差点を示している）をいつまでも通過していることに気付き、その中でループを操作して彼らを私道入り口のアーチに引き戻すことができる存在に脅かされるというストーリーである。また、この出来事についてのすべての映像はMI6から盗まれ、YouTubeにオンラインでアップロードされているという設定になっている。
4つの短編映像で構成された本作は、カルト的な人気を獲得し、 アナログホラージャンルの基礎となる作品とみなされた。

### Local 58
クリス・ストラウブの『Local 58』は 数十年にわたって継続的に電波ジャックされてきたテレビ局の本物のビデオ映像として提供されるYouTube映像シリーズ。このシリーズにはメインのストーリーは存在しないが、視聴者に月を見ないよう警告する謎めいたメッセージ（放送）、何かの生き物に追いかけられている車のドライブレコーダーの映像、米国が侵略されたので米国の名誉を守るために自殺すべきだと国民に伝える緊急放送などの様々なエピソードがある。Local 58の最初の動画『Weather Service』は2015年に単独のショート動画として公開され、その後、2017年に開設された専用のYouTubeチャンネルに追加された。
Local  58はアナログホラーの制作や普及に貢献したと広く評価されている。加えて、本シリーズのスローガン「476MHzのアナログホラー」がジャンル名の由来となった。

### Archive 81
『Archive 81』はダン・パウエルとマーク・ソリンジャーが制作し、2016年に公開したホラーポッドキャスト。このポッドキャストは、ニューヨーク住宅歴史委員会で最近仕事を始めたダンという名のアーキビストを中心に展開される。彼は上司から、自分の生活を常に記録するように言われており、メロディ・ペンドラスが録音した、アパートの住人との会話を詳細に記録したインタビューテープを聞き、それらを整理しながら自分自身を録音していた。ダンが仕事をしている様子を記録したこの録音は、友人のマークが現在聞いているテープであることが明らかになり、マークは行方不明になっているダンに何が起こったのかを知ろうとしている。このポッドキャストはネットフリックスのオリジナルシリーズ（ドラマ化）となり、2016年に公開されたが、1シーズン放映後に打ち切りとなった。

### Marble Hornets
『Marble Hornets』は2009年にクリーピーパスタの「スレンダーマン」をベースとして制作された代替現実ゲームのYoutubeシリーズ。トロイ・ワグナーとジョセフ・デラゲが制作した本シリーズは、ジェイ・メリック（ワグナー）が、友人のアレックス・クラリー（デラージュ）の学生映画「Marble hornets」の制作中にアレックスに何が起こったのかを突き止めようとする様子を描く。ジェイは映画の制作過程のテープを見て、アレックスが「オペレーター」と呼ばれる謎の存在に追い回されていたことを示すさまざまな記録としてYouTubeにアップロードした。このシリーズがアナログホラーのサブジャンルに分類されるのは、ビデオテープを使用していることと、シリーズ向けに開設された第2チャンネル「totheark」で暗号やメッセージが埋め込まれた型破りな編集映像が投稿されていたことなどが挙げられる。Marble Hornetsは2015年にスピンオフ映画『Always Watching: A Marble Hornets Story』が公開されたが、批評家は、このシリーズはストーリーテリングと技術の両方の観点から見て、大画面ではうまく表現されていないとコメントした。この映画の評価は否定的なものだった。

### Gemini Home Entertainment
『Gemini Home Entertainment』は、Remy Abobeによるホラー・アンソロジーシリーズで2019年に最初に公開された。このシリーズの中心となるのは、世界中で起こっている数多くの異常な事件を詳述したVHSテープを配給する架空の企業「Gemini Home Entertainment」である。それらの事件には、アメリカに様々な危険な地球外生物が出現したことや、地球と人類を征服するための取り組みの一環として地球にそれらの生物を送り込んだ意識のある自由浮遊惑星「アイリス」による太陽系への継続的な攻撃などがある。このシリーズの「ウッドクロウラー」の怪物はネイティブ・アメリカンの神話「スキンウォーカー」と「ウェンディゴ」に大きな影響を受けている。

### Eventide Media Center
『Eventide Media Center』はアイダン・チックが2020年に制作したホラーアンソロジーシリーズ。このシリーズはマサチューセッツ州の架空の町イベンタイド・バレー（Eventide Valley）にある公共図書館の「地域コレクション」として構成されており、各エピソードでは州内のイベンタイド・バレーかその他の町に棲むモンスターや様々な出来事を主に扱っている。このシリーズはエピソードのエンディングに暴露やブラックユーモアを取り入れていることが多く、一例として、エピソード「Midnight Movie」では、マサチューセッツ州のサンバービル（サマービルの架空版）で制作された1950年代のモンスター映画のエンドクレジットの記録でキャストのほぼ全員が追悼リストに入っていた。この映画のタイトルは「Attack of the Somberville Spiders（サンバービルの蜘蛛の攻撃）」と明らかになり、そして映像が映画のラストシーンまで巻き戻り、撮影技師の女性が巨大な蜘蛛に襲われている光景が映った後、映画は害虫駆除剤「スパイダーシールド」の広告によって中断される。
2022年、第2シーズンの制作開始間近に、最近のエピソード「Crimson Creek」の結末をめぐる論争の中でシリーズは打ち切りとなった。このエピソードでは不気味な怪物による学校への襲撃が報道機関によってスクールシューティングとして隠蔽されており、これはサンディフック小学校銃乱射事件の陰謀論を参考にした可能性があった。アイダン・チックはこの動画をアップロードしたその日に動画を削除し、後に『Analog Archives』と『Rocket Records』を含むその他のアナログホラーシリーズと共にこのシリーズの他のエピソードを非公開にした。

### The Walten Files
『The Walten Files』は『Five Nights at Freddy's』シリーズと同作のアナログホラーの翻案に部分的にインスピレーションを受けたYoutubeアニメシリーズであり、チリの有名ネットユーザーのマーティン・ウォールズが制作した。このシリーズは、架空の「バニー・スマイルズ・インコーポレイテッド」によって制作された、アニマトロニクスのエンターテイメントを呼び物としていた架空のレストラン「ボンズ・バーガーズ」のファウンド・フッテージとして提示されている。このストーリーはレストランとその創業者であるジャック・ウォルテンとフェリックス・クランケンの背景、そしてレストランの不可解な閉店とウォルテンの失踪の裏にある多くの謎に焦点を当てている。

### The Mandela Catalogue
『The Mandela Catalogue』はアレックス・キスターが2021年に公開したYouTubeシリーズ。本作の舞台は1990年代と2000年代のウィスコンシン州マンデラ郡（架空の地域）であり、 犠牲者に自殺を強要したり、視聴覚メディアを操作したりできるドッペルゲンガーである「オルタネイト」の存在に脅かされている。その他のストーリー展開としては、ルシファーが聖書の大天使ガブリエルに変装しており、これは『Beginners Bible』のエピソードの改変された映像を通じて示されている。14の短編動画で構成されたThe Mandela Catalogueは、分析やリアクション動画を通じてオンライン上で人気となった。

### The Smile Tapes
『The Smile Tapes』は2021年にPatorikkuが制作したアナログホラーシリーズ。このストーリーは1990年代半ばのアメリカを舞台に、闇市場で流通する架空の新薬「スマイル」を中心に展開する。この新薬を使用すると、暴力的な行動が誘発され、使用者は制御できない笑みを浮かべる。シリーズが進むにつれ、スマイルは実際は小惑星帯に生息する地球外真菌種のような生物の胞子であることが明らかになる。このシリーズはアリに感染して行動を変えることで知られる真菌種「タイワンアリタケ」から着想を得た。

### The Monument Mythos
『The Monument Mythos』は、アナログホラーとまったく別の歴史を組み合わせたYouTubeウェブシリーズ。その例として、ジェームズ・ディーンが生き延びて第37代米国大統領となり、自由の女神像は別の起源を持ち、マーティン・ルーサー・キング・ジュニアは暗殺を生き延びている。エピソードはファウンド・フッテージとモキュメンタリー形式で、自由の女神像近くでの移民の失踪、タイムトラベル/テレポート、三大ピラミッド上空の奇妙な天文現象、ラシュモア山付近の人々を襲う謎の感染症など、架空の陰謀論の物語を含む異常な事件に関連するアメリカの国定記念物の描写を中心に展開される。

### Midwest Angelica
『Midwest Angelica』は、Team AQが制作し、2022年にMidwest Angelicaチャンネルで公開されたYouTube ホラーシリーズ。物語は1999年、コードネーム「AZ-001」の地球外生命体を調査するために設立された政府機関「H.O.M.E」が、地球の大気圏に到達したAZ-001と接触するところから始まる。このシリーズはキリスト教の物語と『新世紀エヴァンゲリオン』から着想を得ている。

### Backrooms
2022年1月、『The Backrooms (Found Footage)』という短編ホラー映画が北カリフォルニアの当時16歳の少年ケイン・パーソンズ（ネット上ではKane Pixelsで知られていた）によってYoutubeにアップロードされた 。本作は同名のクリーピーパスタをベースとしており、BlenderとAdobe After  Effectsを利用して制作され、1990年代に偶然 Backroomsに入り、モンスターに追われる映画製作者が録画したVHSテープの映像として提示される。後に、Backroomsを調査する会社の従業員を追った16本の短編シリーズに発展していった。パーソンズは、2022年のストリーミー賞においてこのシリーズでThe Game Theoristからクリエイター栄誉賞を授与された。
批評家から好意的な評価を得た後、2023年2月6日にA24はパーソンズの映像を基にした『Backrooms』の映画化に取り組んでおり、パーソンズが監督を務める予定と発表した。ロバート・パチーノが脚本を手掛け、ジェームズ・ワン、アトミック・モンスターのミカエル・クリア、ショーン・レヴィ、ダン・コーヘン、21 Lapsのダン・レヴィンがプロデューサーを務める予定。

### SKINAMARINK/スキナマリンク
カイル・エドワード・ボールが脚本・監督を務めた『SKINAMARINK/スキナマリンク』は、2022年のファンタジア国際映画祭で初公開された超自然的ホラー映画。この映画は、実験的な手法を用いて、ケビンとケイリーという二人の幼い子供たちが、家のドアや窓が消えていくのを目撃する物語を描いている。彼らの両親も行方不明になっており、映画は、家の中に侵入した超自然的存在の性質を理解しようと奮闘する二人に焦点を当てている。 この映画はクラウドファンディングで集めた1万5000ドルの予算を使い、主人公の子供たちの体験をできるだけ忠実に再現するために「型破りな視点と角度」で恐怖のテーマを伝えている。映画制作陣は、ボールの幼少期に過ごした家での撮影において手元にあった照明を使用しており、映画の大部分においての唯一の照明はブラウン管テレビの明かりだった。 アナログホラーの特徴を体現している点では、この映画のビジュアルとサウンドデザインはVHSテープの品質を模倣しており、また、90年代のさまざまなおもちゃ、前述のブラウン管テレビ、古い漫画などを使用していることが挙げられる。

### 引用
1. ↑  Wehs (2022年2月22日). “Analog horror: The bizarre and the unsettling” (英語). The Signal.   Georgia State Signal. 2023年1月26日閲覧。
2. 1 2 3 4 5 6 7 8 9 10 11 12  Maison (2022年10月14日). “Everything there is to know about the analog horror genre”. Videomaker. 2023年2月6日閲覧。
3. 1 2 3 4 5  Kok (2022年3月18日). “Ghosts in the Machine: Trick-Editing, Time Loops, and Terror in "No Through Road"”. F Newsmagazine. 2022年3月18日閲覧。 “"No Through Road" has amassed over two million views, spawned three sequels, and is considered a foundational work for both analog horror enthusiasts and indie found footage buffs.”
4. 1 2 3 4  Cases (2022年9月16日). “Local 58: The Analog Horror Series (An Introduction)” (英語). Robots.net. 2023年1月26日閲覧。
5. 1 2 3 4  Szczesniak (2022年1月13日). “A look into analog horror” (英語). The Post. 2023年1月26日閲覧。
6. ↑  “Dunia Hari Ini: Penjelasan 'Peringatan Darurat' Demokrasi di Indonesia” (英語). www.abc.net.au (2024年8月21日). 2024年8月21日閲覧。
7. ↑  Yahya (2024年8月21日). “"Peringatan Darurat" Garuda Biru Jadi "Trending Topic" di Medsos” (インドネシア語). Kompas. 2024年8月21日閲覧。
8. 1 2 3  Saucier (2022年4月25日). “What Makes Things Creepy?”. The Delta Statement.  Delta State University. 2023年1月26日閲覧。
9. 1 2 3  Evangelista (2022年1月11日). “Archive 81 Review: Analog Horrors Haunt Netflix's Uneven New Supernatural Series” (英語). SlashFilm.com.   Static Media. 2023年1月26日閲覧。
10. 1 2  Williamson (2023年2月7日). “What Is Analog Horror? The Subgenre of 'Skinamarink' Explained” (英語). Collider. 2024年1月30日閲覧。
11. ↑  Adeishvili. “Examining the Uncanny Allure of Analog Horror” (英語). stuyspec.com. 2024年1月30日閲覧。
12. 1 2  Kister (2021年6月9日). “overthrone”. YouTube. 2024年4月15日閲覧。
13. ↑  Lloyd (2022年3月29日). “The Backrooms: How a Creepy Office Photo Became an Internet Bogeyman”. Vice. 2024年4月15日閲覧。
14. 1 2 3 4 5 6 7 8 9 10  Heath (2024年7月21日). “Scariest Analog Horror Series”. Game Rant. 2024年10月4日閲覧。
15. 1 2  Peters (2020年11月16日). “The Weird Part Of YouTube: The Making Of "No Through Road" And The Power Of Unanswered Questions”. The Ghost in My Machine. 2020年11月16日時点のオリジナルよりアーカイブ。2020年11月16日閲覧。
16. ↑  Moyer, Philip (18 March 2020). "There's Something Hiding in Petscop". EGM. EGM Media LLC. 2023年1月26日閲覧。
17. ↑  Barron, Alex (31 August 2017). ""Petscop," the Creepy YouTube Series That Confounded Gamers on Reddit". The New Yorker. ISSN 0028-792X. 2017年12月1日時点のオリジナルよりアーカイブ。2017年11月24日閲覧。
18. ↑  Tee (2022年5月28日). “Public Memory: Crafting Analog Horror in Video Games” (英語). Uppercut. 2023年1月4日時点のオリジナルよりアーカイブ。2023年1月26日閲覧。
19. ↑  ScareTheater (2023年11月20日). “Broadcasts That Caused Nationwide Panic”. YouTube. 2024年10月5日閲覧。
20. ↑  “Six Shot-on-VHS Horror Movies to Watch After 'Frogman'”. Bloody Disgusting (2024年3月28日). 2024年10月5日閲覧。
21. ↑  Kanter (2020年10月26日). “'Archive 81': Mamoudou Athie, Dina Shihabi To Star In Netflix Series Inspired By Horror Podcast; James Wan's Atomic Monster Producing”. Deadline Hollywood.   Deadline Hollywood, LLC. 2021年5月5日閲覧。
22. ↑  Romanchick (2021年11月30日). “'Archive 81' Images Reveal a Time-Bending Horror Show on Netflix”. Collider. 2021年12月21日閲覧。
23. ↑  Andreeva (2022年3月24日). “Archive 81 Canceled By Netflix After One Season”. Deadline Hollywood.   Deadline Hollywood, LLC. 2022年3月24日閲覧。
24. 1 2  Clow (2015年4月8日). “'Always Watching: A Marble Hornets Story' movie review: Tell, don't show”. Hypable. 2024年2月18日閲覧。
25. 1 2  “ALWAYS WATCHING: A MARBLE HORNETS STORY”. Rotten Tomatoes. 2024年10月5日閲覧。
26. 1 2 3  Grobar (2023年2月6日). “'The Backrooms' Horror Film Based On Viral Shorts By 17-Year-Old Kane Parsons In Works At A24, Atomic Monster, Chernin & 21 Laps” (英語). Deadline Hollywood. 2023年2月6日時点のオリジナルよりアーカイブ。2023年2月6日閲覧。
27. ↑  “短編ホラーシリーズ『The Backrooms』が長編映画に！17歳のBlender使いが映画監督デビュー”. CG・映像の専門情報サイト | CGWORLD.jp. 2024年9月27日閲覧。
28. ↑  Catherine (2013年5月3日). “Review: No Through Road”. -EL GORE-. 2013年5月3日閲覧。
29. ↑  “Steven Chamberlain” (英語).   YouTube (2009年1月15日). 2023年2月11日閲覧。
30. ↑  Reuben (2021年9月3日). “The Best Original Horror On YouTube”. Looper. 2021年9月3日閲覧。
31. ↑  Cantrell (2014年10月24日). “7 Deeply Bizarre Horror Shorts to Watch on YouTube”. Film School Rejects. 2014年10月24日閲覧。
32. 1 2   (英語) The History of Analog Horror [ft. Alex Kister, Nexpo, NightMind, Kris Straub | Documentary (2022)], (July 29, 2022) 2023年9月14日閲覧。
33. 1 2  Levesque, Eamon (2021年10月29日). “This Halloween's Scariest Horror Movie Is a YouTube Series By a Wisconsin 18 Year-Old” (英語). GQ (Condé Nast) 2023年1月26日閲覧。
34. ↑  Kok (2022年2月4日). “Ghosts in the Machine: Examining the Origins of Analog Horror in "CH/SS"” (English). F Newsmagazine. 2023年5月1日閲覧。
35. 1 2 3  Farrar (2016年7月4日). “'Archive 81' and the rise of 'soft-horror' podcasting”. Daily Dot. 2024年2月14日閲覧。
36. ↑  Roper (2018年3月12日). “Ten Horror Podcasts to Give You All the Fun Scares”. Geek Girl Authority. 2024年2月20日閲覧。
37. ↑  Locke, Charley (24 August 2016). "Fiction Podcasts Are Finally a Thing! Thank You, Sci-Fi and Horror". Wired. 2024年2月20日閲覧。
38. ↑  Moore (2022年3月24日). “'Archive 81' Season 2: Netflix Cancels Horror Series After 1 Season”. What's on Netflix. 2024年2月20日閲覧。
39. ↑  Andreeva (2022年3月24日). “Archive 81 Canceled By Netflix After One Season”. Deadline Hollywood.   Deadline Hollywood, LLC. 2022年3月24日閲覧。
40. 1 2  Venable (2013年2月26日). “YouTube Horror Series Marble Hornets Will Bring Slenderman To Theaters”. CinemaBlend. 2024年2月13日閲覧。
41. ↑  Kelly (2019年6月22日). “One of the creepiest series in YouTube history is now a decade old and can't seem to die”. The Verge. 2024年2月14日閲覧。
42. ↑  Rosenfield (2014年10月27日). “Marble Hornets”. audienceseverywhere. 2020年7月27日時点のオリジナルよりアーカイブ。2024年2月19日閲覧。
43. ↑  McNary (2013年2月25日). “'Marble Hornets' Flying to Bigscreen”. Variety. 2024年2月18日閲覧。
44. ↑  Hentschke (2015年8月8日). “Always Watching: A Marble Hornets Story (DVD)”. Dread Central. 2024年2月19日閲覧。
45. ↑  Kok (2022年2月15日). “Ghosts in the Machine: Archiving the End of the World with "Gemini Home Entertainment"” (English). F Newsmagazine.   School of the Art Institute of Chicago. 2023年1月26日閲覧。
46. ↑  Chick, Aidan (2020-02-15), Unusual Architecture, Eventide Media Center 2024年8月9日閲覧。
47. ↑  “Eventide Media Center” (英語). YouTube. 2024年8月9日閲覧。
48. ↑  Aidan Chick, Eventide Media Center 2024年8月9日閲覧。
49. ↑   Crimson Creek, Eventide Media Center, (2022-11-30) 2024年8月9日閲覧。
50. ↑  Aidan Chick, Eventide Media Center 2024年8月9日閲覧。
51. ↑  “Eventide Media Center”. TV Tropes. 2024年8月9日閲覧。
52. ↑  Aiden Chick, Analog Archives 2024年8月9日閲覧。
53. ↑   Rocket Records: Current Conditions 2024年8月9日閲覧。
54. ↑  Almeida (2022年1月31日). “The Walten Files: A tragedy of horrors” (英語). The Anchor Newspaper. 2024年10月5日閲覧。
55. 1 2 3 4 5  Saab (2022年10月24日). “12 Creepiest Analog Horror Series on YouTube” (英語). Collider. 2023年12月7日閲覧。
56. ↑  Pfister (2022年10月3日). “Analog Horror and Its Blueprints for Horror's Future”.  Dread Central. 2023年2月12日閲覧。
57. ↑  “Alex Kister” (英語).   YouTube. 2023年2月11日閲覧。
58. ↑  Levesque, Eamon (2021年10月29日). “This Halloween's Scariest Horror Movie Is a YouTube Series By a Wisconsin 18 Year-Old” (英語). GQ (Condé Nast) 2023年1月26日閲覧。
59. ↑  Wehs (2022年2月22日). “Analog horror: The bizarre and the unsettling”. The Signal. 2024年4月13日閲覧。
60. ↑  MISTER MANTICORE (10 November 2020). DEANDEMOCRACY | The Monument Mythos. YouTubeより2024年8月30日閲覧。
61. ↑  MISTER MANTICORE (28 February 2021). FREEDOMFALLER | The Monument Mythos. YouTubeより2024年8月30日閲覧。
62. ↑  MISTER MANTICORE (12 September 2020). LIBERTYLURKER | The Monument Mythos. YouTubeより2024年8月30日閲覧。
63. ↑  MISTER MANTICORE (4 July 2021). GIZAGUARDIAN | The Monument Mythos. YouTubeより2024年8月30日閲覧。
64. ↑  MISTER MANTICORE (3 October 2020). RUSHMOREREVENGE | The Monument Mythos. YouTubeより2024年8月30日閲覧。
65. ↑  Kok (2022年1月21日). “Ghosts in the Machine: The Star-Spangled Monsters of Mister Manticore's "The Monument Mythos"” (English). F Newsmagazine. 2024年3月20日閲覧。
66. ↑  Armstrong (2022年3月3日). “What Is Monument Mythos?”. DC Tribal Media. 2024年4月13日閲覧。
67. ↑  Rogers, Reece (11 May 2022). "How to 'No-Clip' Reality and Arrive in the Backrooms". Wired. 2022年7月10日時点のオリジナルよりアーカイブ。2022年11月30日閲覧。
68. ↑  Parsons, Kane (6 January 2022). The Backrooms (Found Footage). YouTube. Kane Pixels. 2022年1月30日時点のオリジナルよりアーカイブ。2023年2月12日閲覧。
69. ↑  Fuster (2023年2月6日). “YouTube Horror Hit 'The Backrooms' to Be Made Into A24 Feature Film by Its Teenage Creator”. TheWrap. 2023年3月13日閲覧。
70. 1 2  Burton (2023年2月7日). “YouTube Horror Series The Backrooms Is Getting Turned Into a Feature Film” (英語). IGN. 2023年2月11日時点のオリジナルよりアーカイブ。2023年2月11日閲覧。
71. ↑  Tinoco (2022年12月4日). “YouTube Streamy Awards 2022 Winners List: Charli D'Amelio, MissDarcei, MrBeast & Cooking With Lynja Among Victors”. Deadline Hollywood. 2022年12月6日時点のオリジナルよりアーカイブ。2023年1月12日閲覧。
72. ↑  Russell (2022年1月17日). “'The Backrooms' Viral Horror Short Explained”.  WPST. 2022年1月31日時点のオリジナルよりアーカイブ。2024年10月5日閲覧。
73. ↑  Anderson (2022年3月22日). “TERRIFYING BACKROOMS SHORT FILM IS ALSO SUPER IMPRESSIVE”. Nerdist. 2022年12月31日時点のオリジナルよりアーカイブ。2023年2月11日閲覧。
74. ↑  Wickens (2022年7月7日). “Noclipping is no joke: the strange world of The Backrooms explained”. PC Gamer. 2022年11月30日時点のオリジナルよりアーカイブ。2023年2月11日閲覧。
75. ↑  Goslin (2023年2月8日). “Viral horror video The Backrooms will be a movie from A24 and its 17-year-old director”. Polygon. 2023年2月11日時点のオリジナルよりアーカイブ。2023年2月11日閲覧。
76. ↑  Gutelle (2023年2月9日). “Teenage creator Kane Parsons will direct a Backrooms horror movie”. Tubefilter. 2023年2月11日時点のオリジナルよりアーカイブ。2023年2月11日閲覧。
77. 1 2 3  Earl (2022年12月6日). “How 'Skinamarink,' a $15,000 Horror Movie, Became the Internet's New Cult Obsession”. Variety. 2024年2月17日閲覧。
78. ↑  Gingold (2023年1月10日). “Move Review: "SKINAMARINK" will make you a frightened child again”. Rue Morgan. 2024年2月17日閲覧。
79. 1 2 3  Keogan (2023年1月13日). “"Significant Portions of the Movie Were Literally Just Lit by the Television": Kyle Edward Ball on Skinamarink”. Filmmaker. 2024年2月17日閲覧。